# Passage par l'avant
En voltige aérienne, le passage par l'avant est la deuxième partie de la boucle inversée.
Il débute avion sur le ventre à basse vitesse, le pilote pousse sur le manche pour plonger vers le sol et termine sur le dos en vol à plat.
Cette figure est difficile car elle exige de débuter à une vitesse compatible avec les limitations de l'avion (et du pilote) sinon, des vitesses excessives, des accélérations excessives et une perte d'altitude très importante peuvent être atteints.